# فولک نیولی
فولک نیولی (انگلیسی: Fulk of Neuilly; ۱ ژانویهٔ ۱۲۰۰ – ۱ ژانویهٔ ۱۲۰۱) کشیش اهل فرانسه که در به جریان افتادن جنگ صلیبی چهارم نقش بسزایی داشت.